# Hanabi (Capsule)
Hanabi (花火?) è il secondo singolo del duo di musica elettronica giapponese Capsule, pubblicato il 4 luglio 2001, sotto l'etichetta Yamaha Music Communications.

## Tracce
1. Hanabi (花火?) - 4:23
2. Shashin (写真?)
3. Hitotsu Futatsu Mittsu (一つ二つ三つ?) - 3:13
4. Hitotsu Futatsu Mittsu (Part 2) (一つ二つ三つ(型番-弐)?) - 3:16